# Сисс, Амаду
Амаду Сисс (фр. Amadou Ciss; 7 сентября 1999, Guédiawaye, Сенегал) — сенегальский футболист, полузащитник. В настоящее время выступает за французский клуб «Амьен».

## Карьера
Профессиональную карьеру начал во французском клубе «По». Играл также за его дубль. Летом 2018 года перешёл в нидерландскую «Фортуну».
В феврале 2019 года заявлен за сборную до 20 лет для участие в Кубке африканских наций. На турнире сыграл в матчах против Ганы и Буркина-Фасо, оба раза выйдя на замену.

## Достижения
Сенегал (до 20)
- Молодёжный Кубок Африки — 2019